# Rory Gibbs
Rory Gibbs, född 3 april 1994, är en brittisk roddare.

## Karriär
Under 2019 tog Gibbs guld i fyra utan styrman tillsammans med Oliver Cook, Matthew Rossiter och Sholto Carnegie vid EM i Luzern och brons vid VM i Ottensheim. 2021 tog samma lag sitt andra EM-guld i fyra utan styrman vid EM i Varese samt slutade på fjärde plats i fyra utan styrman vid OS i Tokyo.
Under 2022 var Gibbs en del av Storbritanniens lag som tog guld i åtta med styrman vid både EM i München och VM i Račice. Under 2023 var han en del av Storbritanniens lag som försvarade sina guld i åtta med styrman vid både EM i Bled och VM i Belgrad. Under 2024 var Gibbs en del av Storbritanniens lag som tog sitt tredje raka EM-guld i åtta med styrman vid EM i Szeged.